# Глушиця-Гурна
Глушиця-Гурна (пол. Głuszyca Górna, нім. Oberwüstegiersdorf) — село в Польщі, у гміні Глушиця Валбжиського повіту Нижньосілезького воєводства.
Населення — 1059 осіб (2011).
У 1975-1998 роках село належало до Валбжиського воєводства.

## Демографія
Демографічна структура станом на 31 березня 2011 року:
|          | Загалом | Допрацездатний вік | Працездатний вік | Постпрацездатний вік |
| -------- | ------- | ------------------ | ---------------- | -------------------- |
| Чоловіки | 521     | 86                 | 382              | 53                   |
| Жінки    | 538     | 93                 | 319              | 126                  |
| Разом    | 1059    | 179                | 701              | 179                  |